# Копирів кінець
Копирів кінець — історична місцевість у Києві на Кудрявці, в Шевченківському районі. Лежить коло перетину вулиць Кудрявської, Вознесенський Яр, Вознесенського узвозу, провулків Киянівського й Несторівського, займаючи північно-західний виступ нагірного плато (Старокиївської гори). Згадується в давньоруських літописах у звістках від 1121 року.

## Етимологія
Назва місцевості виникла від «капир» (укр. — невіра; kāfir(-un) — ар., невіра, безбожник) та «капиріти» (укр. терпіти від негоди, холоду, пережидаючи щось чи ждучи чогось). Згідно з К. М. Тищенком, поява назви пов'язана з поселенням на території Копиріва кінця ґабрів (gabr — перс., зороастрієць), відколи їхню рідну землю Персію скорили араби, і щодо арабів-мусульман ґабри-зороастрійці насправді були невіри. Російській же історик М. Горелік пов'язує назву Копиріва кінця з кабарами, під якими він розуміє хазарів караистського толку, що у 830-х роках внаслідок релігійного конфлікту в середині Хазарського каганату, сформували у його північній частині (включно з Києвом) державу Кабарію. У зв'язку з цім він звертає увагу на одного з підписантів Київського листа на ім'я Кьабар коген, якого Горелік вважає головою (когеном) релігійної громади кабарів Києву. Таким чином, Горелік інтерпретує назву Копирів кінець як Кабарська вулиця, район.

## Історія

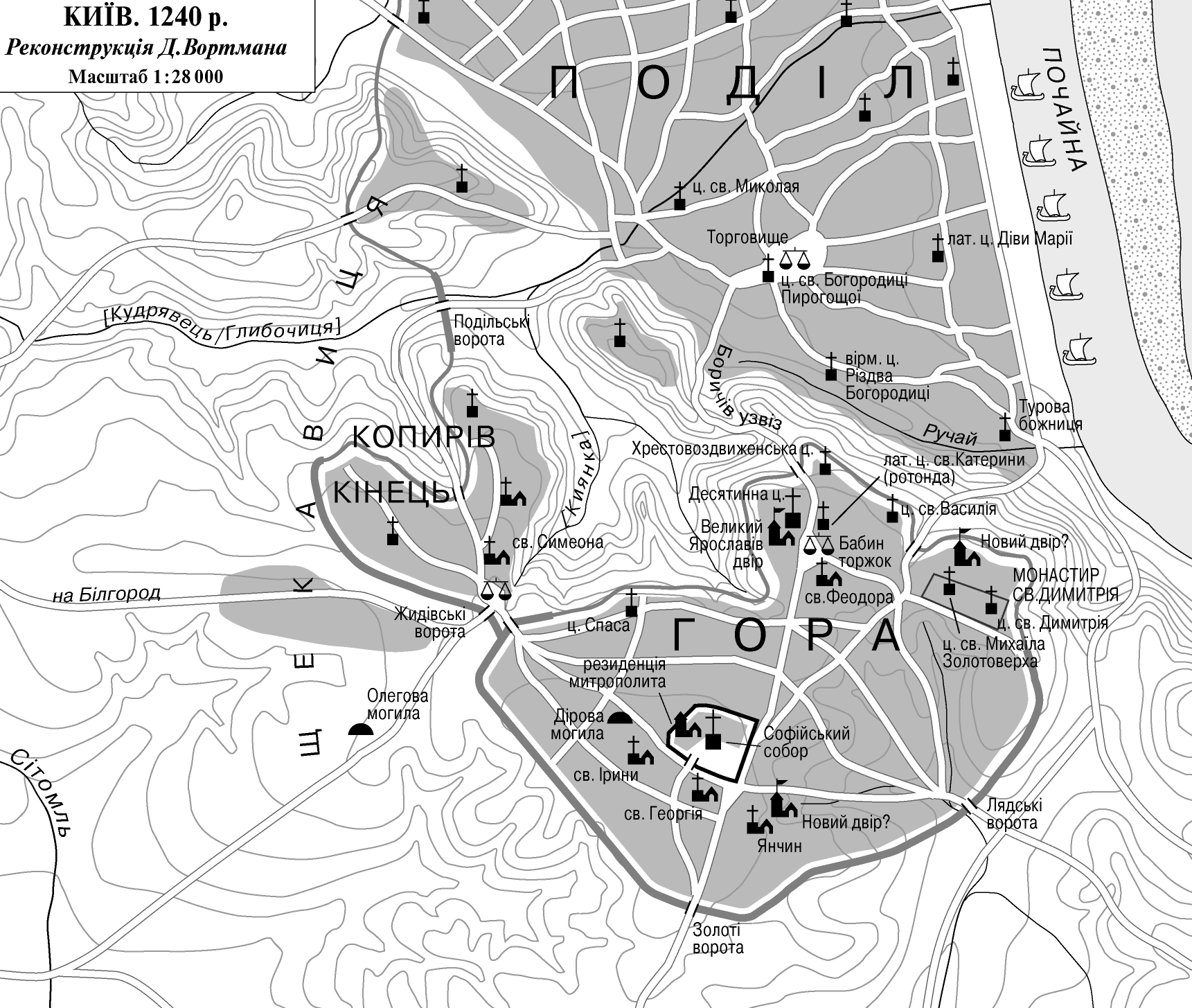
Копирів кінець на 1240 рік.

Копирів кінець був обнесений власними укріпленнями. Вони обступали стіни так званого «міста Ярослава», що сполучався з Копиревим кінцем Жидівськими ворітьми. Отже, він був однією з п'ятьох основних частин середньовічного Києва, разом з «містами» Ярослава, Володимира, Ізяслава-Святополка та Подолом. Подільськими ворітьми Копирів кінець поєднувався з Подолом (по трасі теперішнього Вознесенського узвозу), а з Західних воріт, що стояли десь коло перетину вулиць Січових стрільців та Обсерваторної, починався Старий Житомирський шлях на Білгород — східний початок трансєвропейської Королівської дороги (Via Regia). Вулиця по трасі теперішньої вулиці Січових стрільців сполучала Жидівські та Західні ворота, а трасою теперішнього Несторівського провулку ймовірно проходила вулиця, що сполучала Західні ворота з ремісничими урочищами Гончарі-Кожум'яки.
У Копиревому кінці археологи знайшли рештки чотирьох храмів часів Київської Русі: церква 11 сторіччя на розі Вознесенського узвозу та Киянівського провулку (знайдена у 1887); церква другої половини 11 сторіччя на території Української академії мистецтва, у складі Симеонівського монастиря (знайдена у 1947); Василівська церква на Новому дворі, на території клініки НАН України, що на Вознесенському узвозі (знайдена у 1878) та церква 12-13 сторіч у Несторівському провулку (знайдена у 1967).
За думкою Ю. С. Асєєва, наприкінці XII століття у Копиревому кінці була резиденція київського князя Святослава Всеволодовича (так званий Новий двір. В той же час інші дослідники розміщували Новий двір в інших місцях Києва — у Київському дитинці, біля Кирилівського монастиря, в місті Ярослава). За міжусобних князівських чвар Копирів кінець не раз руйнувався, зрештою зруйнований за Батиєвої навали. Наново цей район почали забудовувати вже на початку 18 сторіччя. Тоді була збудована церква Вознесіння, почала формуватися теперішня мережа вулиць і провулків.